# Mesarski most, Ljubljana
Mesarski most v Ljubljani je most čez Ljubljanico, ki povezuje Ljubljansko Tržnico s Petkovškovim nabrežjem in je namenjen pešcem in kolesarjem. Gradili so ga od novembra 2009 do julija 2010 in odprt 10. julija 2010. Prostor za most na tem mestu je zasnoval in pri nedokončanih tržnicah pustil že Jože Plečnik. Maketa Plečnikove idejne zasnove je shranjena v Arhitekturnem muzeju Ljubljana. 

## Tehnični opis
Most je temeljen na 11 pilotih globine 27 m, razponska konstrukcija je iz treh, prostorsko ukrivljenih, lupinastih, jeklenih nosilcev. Razpon jeklene konstrukcije je 33,0 m, širina mostu je 17,3 m. Robna pasova na mostu sta izdelana iz troslojnega varnostnega stekla debeline 39 mm s protizdrsno zaščito. Pohodna površina, dostopni stopnišči, ki sta potrebni zaradi premagovanja višinske razlike med bregovoma, pa so iz pohorskega granodiorita tonalita. Pod konstrukcijo je speljan glavni toplovod in kabelska kanalizacija.
Na strani tržnice je urejena povezava z dvigalom v Plečnikovi tržni lopi. Urejene so javne sanitarije s prostorom za previjanje. Predviden je tudi dostop do načrtovane parkirne hiše pod tržnico. Pod mostom je urejena vstopno-izstopna postaja za plovila, ki je dostopna tudi invalidom.
Med samo gradnjo so poskrbeli za lipov drevored na Petkovškovem nabrežju, ki je ohranjen (posekana lipa je bila nadomeščena), na strani tržnic pa so štiri topole nadomestili z novimi.

## Izvajalci
Most je oblikovala skupina ATELIERarhitekti: prof. Jurij Kobe, Samo Mlakar, Rok Žnidaršič, s sodelavci. Projektna organizacija je bila Arhe, d.o.o. iz Ljubljane, za konstrukcijo je poskrbel mag. Tomaž Habič. Izvajalci so bili: Meteorit, d.o.o., jeklena konstrukcija mostu, Mineral, d.d., tlakarska in kamnoseška dela, ASM, d.o.o., steklarska dela, Klemaks, d.o.o., ograja mostu in nerjavni elementi objekta, UNIC SUB Ugo Fonda sp. in SUBS, d.o.o., izvedba pontona in jeklenih stopnic.

## Kipi
Na mostu so bronasti kipi, delo akademskega kiparja Jakova Brdarja. Poleg manjših skulptur žab in školjk, ki so prilepljene na ograjah, dominirajo tri večje figuralne skupine. Predstavljajo like iz grške antike ter krščansko-judovskega bajeslovja:
- osramočena dvojica Adam in Eva, izgnana iz raja, stojita ob vstopu na most z tržnice ali Ciril Metodovega nabrežja,
- samovšečni Satir, ki ga bo Apolon kaznoval, stoji na sredi mostu,
- bežeči Prometej je postavljen ob stopnicah mostu na levem bregu, ob Petkovškovem nabrežju.

- Prometej
- Satir
- Adam in Eva
- Žabe s ključavnicami

## Ključavnice
Ljudje so na jeklene žice ograje Mesarskega mostu začeli, podobno kot na nekaterih mostovih v drugih mestih, obešati ključavnice zaljubljencev, ki imajo vgravirane ali napisane inicialke zaljubljencev, kratko misel ... Običaj je povzet po evropskih zgledih (Italija, Francija, Madžarska) in filmskih vzorih. Zaljubljenci po vsem svetu naj bi navdih dobili v knjižni romanci Želim si te (Ho Voglia di Te) avtorja Federica Moccie, v kateri junak in junakinja ključavnico s svojima imenoma zatakneta na tretjo ulično svetilko na rimskem mostu Ponte Milvio, se poljubita ter ključ vržeta v reko Tibero. Sicer ključavnice zaljubljencev najdemo poleg Rima tudi v Parizu: Pont des Arts, Moskvi, Veroni, Bruslju, v Peczu na Madžarskem, na Kitajskem ...

## Varnost mostu
V zimskem času so se pojavile omejitve uporabnosti stranskih plošč iz stekla, ker je pešcem na njih pogosto spodrsavalo. Ker zaenkrat ni na voljo drugih rešitev, ki bi bile hkrati učinkovite in estetske, se je v zimskem času (še zlasti, ko je most zaradi dežja ali snega moker in je zunanja temperatura blizu ledišča), nevarni del mostu prvo sezono ogradil, sedaj pa se prekriva z gumijasto oblogo.
Steklene plošče niso dovolj odporne proti vandalizmu, do sedaj so zaradi namernih poškodb morali zamenjati že štiri.